# Tuberolabium stellatum
Tuberolabium stellatum är en orkidéart som först beskrevs av Mark Alwin Clements och Al., och fick sitt nu gällande namn av Jeffrey James Wood. Tuberolabium stellatum ingår i släktet Tuberolabium och familjen orkidéer. Inga underarter finns listade i Catalogue of Life.